# 黃姬水
黃姬水（1509年—1574年），初名道中，字致甫，又字淳父，一字志淳，号圣长、工雅山人。長洲（江蘇吳縣）人。

## 生平
幼聰慧，早年曾侍奉文徵明，書法學祝允明，又力學於虞世南、王寵二家。著有《貧士傳》、《白下集》、《高素斋集》等。

## 家族
父黃省曾。